# Serie 3500 de CP
La Serie 3500 se refiere a un tipo de automotor que se encuentra al servicio de las operadoras Comboios de Portugal y Fertagus.

## Historia
En 1998, la compañía de Caminhos de Ferro Portugueses encomendó, a las empresas GEC Alstom y Construcciones y Auxiliar de Ferrocarriles, 30 automotores de dos pisos, para satisfacer la búsqueda de servicios urbanos en la Gran Área Metropolitana de Lisboa.

## Características y servicios
Una característica que las diferencia de todos los otros tipos de automotores es la de poseer dos pisos. Son usadas por la compañía Comboios de Portugal, en las rutas Lisboa (Alcântara-Terra) - Castanheira del Ribatejo y Lisboa Santa Apolónia - Azambuja, y por la operadora Fertagus, en las rutas de Lisboa (Roma-Areeiro) a Coina y Setúbal.

## Ficha técnica
- Características de Explotación
  - Ancho: 1668 mm
  - Enganche:

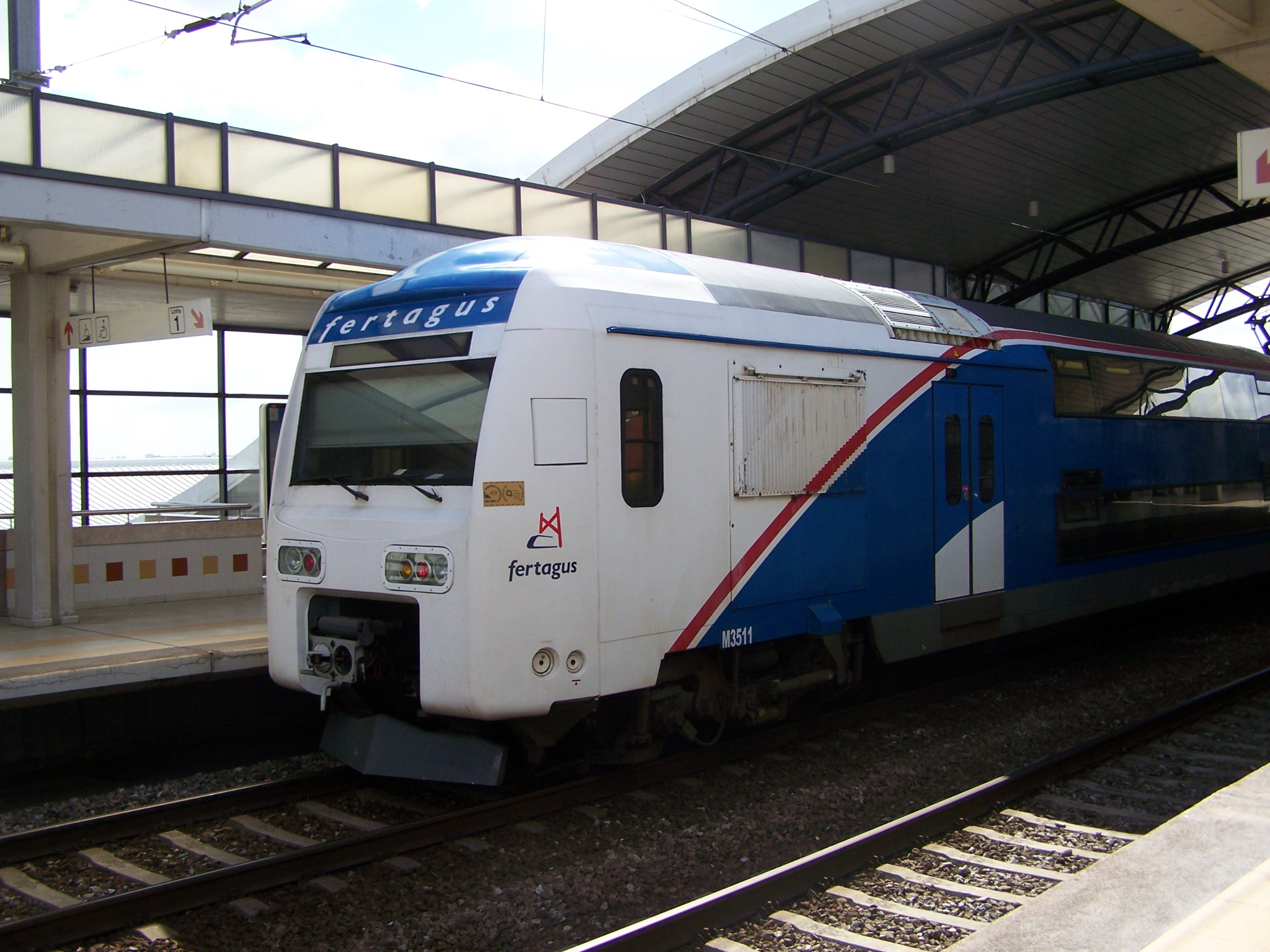
Automotor número 3511, al servicio de la transportista Fertagus, en la Estación Ferroviaria de Corroios.

    - Extremos: Automático tipo SCHAKU 10

  - Natureza de servicio: Suburbano
  - Nº de Cabinas de Conducción: 2
  - Velocidad Máxima: 140 km/h
  - Comando en Unidades Múltiples: hasta 2 Unidades Cuádruples Eléctricas o 1 Unidad Cuádruple Eléctrica + 1 Unidad Quíntuple Eléctrica
- Esfuerzo de Tracción
  - En el Arranque (hasta 41 km/h): 305,6 kN
  - Aceleración (de 0 a 40 km/h): 0,9 m/s2
  - A Velocidad Máxima: 52,97 kN
- Esfuerzo de Freno Dinámico
  - Máximo en las ruedas (freno conjugado, de 95 a 10 km/h): 187,2 kN
- Freno de Servicio
  - Desaceleración máxima de frenado: 0,90 m/s2
- Puertas de Acceso
  - Fabricante: IFE
  - Número (por lateral) y longitud útil: 4 x 1300 mm + 4 x 1800 mm
  - Características
    - Comando Eléctrico con apertura bloqueada, para velocidades superiores a 5 km/h.
    - Cierre automático, 1 minuto después de la apertura, con aviso sonoro.

  - Métodos de Acceso
    - Motoras: Retráctil, altura 920 mm
    - Remolques: Fijo, altura 1010 mm

  - Puertas de Intercomunicación
    - Fabricante: Faiveley
- Capacidad
- Lugares sentados
  - Por Motora: 88
  - Por Remolque: 150
  - Total por UQE: 476 + 2 retráctiles / motor
  - Lugares en pie
  - Carga normal (3 pasajeros/metro²): 410 (85 por motor + 120 por remolque)
  - Sobrecarga (5 pasajeros/metro² corredores + 7 pasajeros/m2 vestíbulos): 780 (163 por motor + 227 por remolque)
- Cargas (70 kg/Pasajero)
  - Normal: 62 toneladas
  - Máxima: 81 toneladas
  - Sobrecarga: 88 toneladas
  - Carga en Marcha: 225,2 toneladas
- Pesos
  - Transformador (con aceite): 2.500 kg
  - Motor de Tracción: 1.250 kg
  - Bloqueo Motor: 1.100 kg
- Baterías
  - Motoras: 332 kg
  - Remolques: 539 kg
- Conversor Auxiliar
  - Motoras: 450 kg
  - Remolques: 1.000 kg
- Bogies
  - Motores: 11.110 kg
  - Libre: 6.891 kg
- Confort e Información a los Pasajeros
  - Equipamiento de Climatización
    - Fabricante: Stone Ibérica
    - Fluido Refrigerante: R - 134a
    - Características de las unidades motoras
      - Tipo: RP - 44
      - Caudal de aire exterior: 1.780 m3/h ± 10%
      - Caudal de aire de retorno: 3.420 m3/h ± 10%
      - Potencia de refrigeración: 44.000 kcal/h
      - Potencia de calentamiento: 35 kW

    - Características de los remolques
      - Tipo: RP-35-4
      - Caudal de aire exterior: 2 x 1.375 m3/h ± 10%
      - Caudal de aire de retorno: 2 x 2.350 m3/h ± 10%
      - Potencia de refrigeración: 2 x 34.000 kcal/h
      - Potencia de calentamiento: 2 x 13,5 kW

    - Características Cabinas
      - Tipo: P4-5C
      - Caudal de aire tratado: 815 m3/h ± 10%
      - Potencia de refrigeración: 4.000 kcal/h
      - Potencia de calentamiento: 4 kW

  - Instalación Sonora
    - Fabricante: Alstom - Agate Link
    - Funcionalidades: Mensajes pregrabados y música ambiente
    - Indicación de Destino: Alstom - Agate Link
- Características de Tracción
  - Motor de Tracción
    - Fabricante: Alstom - Efacec
    - Número: 8
    - Tipo: 4 FXA 2858 B
    - Potencia en régimen continuo (a 1558 rpm): 511 kW
    - Tensión de alimentación: 1.800 V AC
    - Factor de potencia (Cos f): 0,90
    - Velocidad de rotación máxima: 3.357 rpm
    - Frecuencia: 50 Hz
    - Rendimiento: 0,94
    - Aislamiento: Clase 200
    - Relación de transmisión: 1:4
    - Otras Características: Trifásico asíncrono de 4 polos, con rotor enjaulado y ventilación forzada a 0,5 m3/s.
    - Acoplamiento: Esco
- Conversor de Tracción
  - Fabricante: Alstom - Efacec
  - Tipo: Onix 1.500
  - Entrada: 940 V - 50Hz
  - Salida: 1.800 V dc
  - Tipo de Transmisión: Eléctrica trifásica
  - Disposición de los ejes: B'o B'o + 2' 2' + 2' 2' + B'o B'o
- Diámetro de las Ruedas
  - Nuevas
    - Motor: 920 mm
    - Remolque: 850 mm

  - Límite de desgaste
    - Motor: 850 mm
    - Remolque: 780 mm
    - Potencia Nominal en las Ruedas: 3.475 kW
- Sistemas de Freno, Seguridad y de Alimentación de Energía
  - Freno
    - Fabricante: KNORR
    - Distribuidor de freno: KE 2D SL/AVS-5-Y
    - Características:
      - Automático: UIC con comando electroneumático
      - Dinámicos: Eléctrico por recuperación
      - Estacionamiento: Por muela en el cilindro de freno
      - Hombre muerto: MORS - R3142794
      - Taquimetría: DEUTA KWR-4

  - Sistema Radio Solo-Comboi
    - Fabricante: ASCOM / SISTEL
    - Tipo: BG550 CP-N

  - Sistema Automático de Control de Velocidad
    - Fabricante: ADTRANZ Signal
    - Tipo: EBICAB 700

  - Sistema de Antideslizamiento neumático
    - Fabricante: KNORR
    - Tensión de Alimentación: 25 kV 50 Hz

  - Transformador Principal
    - Fabricante: Alstom
    - Tipo: ODAF

  - Características
    - Primario: 25kV - 1 760 kVA
    - Secundario (Tracción): 2 x 940V - 2 x 720 kVA
    - Secundario (Auxiliares): 320 V - 320 kVA
    - Aislantes: Clase A
- Conversores Auxiliares
  - Fabricante: Alstom - Ateliers de Constructions Electriques de Charleroi (ACEC)
  - Motoras
    - Tipo: ODR970048 G01
    - Entrada: 540 V dc
    - Salidas: Tensión-frecuencia: 380 V ca - 50Hz; Potencia: 95 kVA - Cos f = 0,85

  - Remolques
    - Tipo: ODR970044 G 01
    - Entrada (PMCF): 320 V - 50 Hz
    - Entrada (Ondulador): 540 V dc
    - Salidas: Tensión-frecuencia (Ondulador): 380 V ca - 50 Hz; Potencia (PMCF): 235 kW; Potencia (Ondulador): 85 kVA - Cos f = 0,85
- Pantógrafo
  - Fabricante: Schunk
  - Tipo: WBL 85/4 25 kV
  - Características
    - Presión de alimentación nominal: 7 bar
    - Fuerza de contacto estática: 7 daN
    - Disyuntor Principal: de vacío, con ampolla
- Cargador de Baterías
  - Fabricante: Alstom - Ateliers de Constructions Electriques de Charleroi (ACEC)
  - Tipo: 1RD970096 G01
  - Entrada: 540 V - 50 Hz
  - Entrada en oficina: 380V - 50 Hz
  -  Salida: 9 kW - 83 V dc
  - Limitación de corriente de salida: 110 A
- Baterías
  - Motoras
    - Tipo: SRX-80-Y - Alcalinas (Ni-Cd)
    - Tensión: 72 V dc
    - Capacidad: 80 Ah

  - Remolques
    - Tipo: 8-SCM-118-S - Alcalinas (Ni-Cd)
    - Tensión: 72 V dc
    - Capacidad: 118 Ah

  - Otras Características
    - Año de Entrada en Servicio: 1999
    - Número de Unidades: 12

  - Constructor
    - Proyecto: Alstom
    - Fabricación: Alstom y Construcciones y Auxiliar de Ferrocarriles (CAF)

  - Areneros: 4 eyectores de comando manual y automático
  - Lubrificadores de Verdugos: 4 eyectores de comando automático
  - Producción de aire
    - Número de Compresores: 2
    - Tipo: Rotativos de ventilador, tipo SL 20-5-36
    - Caudal: 2 x 2 m3/ min
    - Presión: 10 bar

  - Esquema de colores
    - Caja:
      - Verde: RAL 6032
      - Rojo: RAL 3000
      - Blanco: RAL 9016
      - Cenicienta: RAL 7043

    - Interiores:
      - Paneles y Accesorios de los Bancos: Cenicienta RAL 7001
      - Corredores y Balaústres: Verde RAL 6032